# Кібікінська криниця
Кібікінська криниця —- гідрологічна пам’ятка природи місцевого значення,  розташувана у Станично-Луганському районі Луганської області, на південно-західній околиці смт. Станично-Луганське, за 50 м від пересічення залізниці і автодороги Луганськ — ст. Кіндрашівська Нова. Заповідана рішенням виконкому Ворошиловградської обласної ради народних депутатів № 532 від 9 грудня 1982 р. , № 247 від 28 червня 1984 р.

## Плоша
Площа — 0,1 га. 

## Опис
Територія навколо джерела облаштована підпірною стінкою з каміння місцевих порід та дерев’яним навісом. Джерело каптоване дерев’яним зрубом. Живиться за рахунок атмосферних опадів. Водоутримуючі породи — середньозернисті піски четвертинного віку і крейдо-мергельні відкладення верхньокрейдового віку.  Вода у джерелі питна, високої якості. 